# Квантовий ефект Зенона
Квантовий ефект Зенона — ефект продовження часу життя метастабільної квантової системи при спостереженні. Ефект названий за аналогією з апоріями Зенона. Таку назву йому дали в 1977 році Джордж Сударшан та Байдьянат Місра з Техаського університету, але вперше цей парадокс був розглянутий Леонідом Халфіним у 1958 році. У граничному випадку, коли спостереження ведеться неперервно, метастабільний стан ніколи не розпадеться. Час життя може й зменшитися, в такому разі ефект називають антизеноновим.
Ідея в тому, що тоді як у проміжках між вимірюваннями квантова система еволюціонуватиме поступово, причому на перших порах ця еволюція відрізнятиметься від експоненціального закону розпаду, вимірювання редукує її до чистого стану, й історія розпочинається спочатку.

## Експериментальні спостереження
Сильне сповільнення еволюції квантової системи, зв'язаної з термостатом, спостерігалося експериментально.
Девід Вайнленд зі співробітниками із NIST у 1989 спостерігали квантовий ефект Зенона в атомній системі. Приблизно 5000 іонів 9Be+ упіймали в пастку Пеннінга й лазерно охолодили до 250 мК. За допомогою резонансного радіочастотного імпульсу усі атоми було переведено в збуджений стан, і надалі реєстрували випромінені фотони. Під час радіочастотного імпульсу іонна пастка регулярно «вимірювалася» за допомогою УФ імпульсів. Як і сподівалися, УФ імпульс призупиняв перехід системи у збуджений стан, що добре узгоджувалося з теоретичною моделлю. Огляд продовження досліджень у цьому напрямку опубліковано в Reviews of Modern Physics

## Виноски
1. ↑  Sudarshan, E.C.G.; Misra, B. (1977). The Zeno’s paradox in quantum theory. Journal of Mathematical Physics. 18 (4): 756—763. Bibcode:1977JMP....18..756M. doi:10.1063/1.523304.[недоступне посилання з липня 2019]
2. ↑  Халфин Л. А. К теории распада квазистационарного состояния // ЖЭТФ. — 1958. — Т. 33. — С. 1371–1382.
3. ↑  Халфин Л. А. Квантовый эффект Зенона // УФН. — 1990. — Т. 160, вип. 10. — С. 185–188.
4. ↑  
W.M.Itano; D.J.Heinsen, J.J.Bokkinger, D.J.Wineland (1990). Quantum Zeno effect (PDF). PRA. 41 (5): 2295—2300. Bibcode:1990PhRvA..41.2295I. doi:10.1103/PhysRevA.41.2295. Архів оригіналу (PDF) за 20 липня 2004. Процитовано 24 березня 2012.
5. ↑  D. Leibfried, R. Blatt, C. Monroe & D. Wineland: Quantum dynamics of single trapped ions Reviews of Modern Physics, Vol. 75, January 2003 p. 281